# Ingelore Pilwousek
Ingelore Pilwousek (* 29. Januar 1933 in Brehna, Landkreis Bitterfeld; † 6. Oktober 2014 in München) war eine deutsche Politologin und Gewerkschafterin.

## Leben
Nach ihrer Schulzeit arbeitete Pilwousek als Bürohilfskraft, Stenotypistin, Sekretärin, Geschäftsführerin und Jugendsekretärin der Landes-Arbeitsgemeinschaft Arbeit und Leben und als Bildungsreferentin der SPD im Bezirk Südbayern. Sie studierte an der Hochschule für Politik München und beendete dieses Studium mit der Abschlussprüfung.
Von 1964 bis 1996 war sie Geschäftsführerin des Bayerischen Seminars für Politik. Ehrenamtlich war sie in der Jugend-, Frauen- und Seniorenarbeit sowie in den Gewerkschaften HBV und GEW. Sie gehörte dem Landesbezirksvorstand des DGB in Bayern an und war dort auch stellvertretende Vorsitzende des Landesbezirksfrauenausschusses. Ferner war sie langjährige Vorsitzende des Archivs der Münchner Arbeiterbewegung, Mitglied des Medienrats der Bayerischen Landeszentrale für neue Medien und stellvertretende Vorsitzende der Verbraucherzentrale Bayern. Vom 1. Januar 1992 bis zum 31. März 1997 war sie Mitglied des Bayerischen Senats.
Der Nachlass findet sich im Archiv der Münchner Arbeiterbewegung.